# Revetal
Revetal är en ort Tønsbergs kommun i Vestfold fylke i sydöstra Norge. Orten, som utgör en del av den sammanväxta tätorten Revetal/Bergsåsen, ligger där fylkesväg 35 möter fylkesväg 3178 och fylkesväg 3220, väster om Europaväg 18, nordväst om staden Tønsberg.
Tidigare har orten utgjort centralort i dåvarande Re kommun.